# Camille Séri
Camille Seri, née le 1er mai 1999 à Suresnes, est une athlète française.

## Biographie
Camille Séri est vice-championne de France du 400 mètres haies aux championnats de France d'athlétisme 2021 à Angers.
Elle est médaillée d'argent du relais 4 x 400 mètres aux Championnats d'Europe espoirs d'athlétisme 2021 à Tallinn.
Elle remporte la finale du 400 mètres aux championnats de France d'athlétisme en salle 2022 à Miramas.
Elle est médaillée d'argent du 400 mètres haies aux Jeux méditerranéens de 2022 à Oran.
Fin juillet 2023, elle termine deuxième de la finale du 400 mètres haies des championnats de France à Albi.

## Palmarès

### National
- Championnats de France d'athlétisme :
  - 400 m haies : vainqueur en 2022, 2e en 2021 et 2023, 3e en 2019
- Championnats de France d'athlétisme en salle :
  - 400 m : vainqueur en 2022 et 2023, 2e en 2025